# Lijst van stoelen
Dit is een lijst van designstoelen en hun ontwerpers.

## Op naam
1. Accent (1959)
2. Alexandra (1995)
3. Aluminium Chair
4. Antelope-stoel
5. AP 40 Tempelmanstoel (1967)
6. Arka
7. Artifort F571
8. Artifort F577
9. Artifort F582
10. Artifort F644
11. Artifort F675
12. B55
13. Ball Chair
14. Barcelona
15. Basket Chair
16. Bergère (stoel)
17. Berlijnse stoel (1923)
18. Beugelstoel (1927)
19. Bibendum-stoel
20. Bubble Chair
21. Charles Ghost
22. DCW
23. Diamond-stoel
24. DKR-stoel
25. DSR
26. DSW-stoel
27. Eames Lounge (670)
28. Echo (2004)
29. Garden Egg chair
30. Gispen 404
31. Gispen 412
32. GF 40-4
33. La Chaise-stoel
34. Lamello
35. Laminett
36. Lamino (1956), in 2000 verkozen tot Zweeds stoel van de eeuw
37. LC1
38. LC2
39. LC3
40. LC4
41. LCM
42. LCW
43. Leunstoel Metz {1936}
44. Lord Yo Chair
45. Louis Ghost
46. Melano
47. Model 3100
48. Model 3102
49. Model 3113
50. Model 3217
51. Organic Armchair
52. Paimio-stoel
53. Panton Chair
54. Peacock-stoel
55. Polo-stoel
56. Pop (2005)
57. Primo (1981)
58. RAR-stoel
59. Rocking Chair
60. Rondino (1964)
61. Rood-blauwe stoel (1918)
62. S411
63. Shell-stoel
64. SM05
65. Soft Egg
66. Steltmanstoel
67. Superleggera
68. T1-stoel
69. Tulip
70. Tivola (2005)
71. Victoria Ghost
72. Voltaire
73. Wassily-stoel
74. Willow-stoel
75. Zigzagkinderstoel Jesse (1944)
76. Zigzagstoel (1934)

## Op ontwerper

### Alvar Aalto
1. Paimio-stoel

### Eero Aarnio
1. Ball Chair
2. Bubble Chair

### Brad Ascalon
1. Echo (2004)
2. Pop (2005)
3. Tivola (2005)

### Marcel Breuer
1. B55
2. Wassily-stoel

### Cees Braakman
1. SM05

### Harry Bertoia
1. Diamond-stoel

### Le Corbusier
1. LC1
2. LC2
3. LC3
4. LC4

### Robin Day
1. Polo-stoel

### Charles EamesenRay Eames
1. Aluminium Chair
2. DCW
3. DKR-stoel
4. DSR
5. DSW-stoel
6. Eames Lounge (670)
7. La Chaise-stoel
8. LCM
9. LCW
10. Organic Armchair
11. RAR-stoel

### Yngve Ekström
1. Accent (1959)
2. Arka
3. Lamello
4. Laminett
5. Lamino (1956), in 2000 verkozen tot Zweeds stoel van de eeuw
6. Melano
7. Primo (1981)
8. Rondino (1964)

### Willem Hendrik Gispen
1. Gispen 404
2. Gispen 412

### Eileen Gray
1. Bibendum-stoel

### Arne Jacobsen
1. Model 3100
2. Model 3102
3. Model 3130
4. Model 3113
5. Model 3217

### Rodney Kinsman
1. T1-stoel

### Gian Franco Legler
1. Basket Chair

### Charles Rennie Mackintosh
1. Willow-stoel

### Javier Mariscal
1. Alexandra (1995)

### Pierre Paulin
1. Artifort F571
2. Artifort F577
3. Artifort F582
4. Artifort F644
5. Artifort F675

### Han Pieck
1. LAWO I
2. LAWO II

### Giò Ponti
1. Superleggera

### Ernest Race
1. Antelope-stoel

### Gerrit Rietveld
1. Berlijnse stoel (1923)
2. Beugelstoel (1927)
3. Leunstoel Metz {1936}
4. Rood-blauwe stoel (1918)
5. Steltmanstoel
6. Zigzagkinderstoel Jesse (1944)
7. Zigzagstoel (1932)

### Ludwig Mies van der Rohe
1. Barcelona

### David Rowland
1. GF 40-4

### Eero Saarinen
1. Tulip

### Philippe Starck
1. Charles Ghost
2. Louis Ghost
3. Lord Yo Chair
4. Soft Egg
5. Victoria Ghost

### Theo Tempelman
1. AP 40, eerste kunststof stoel van Nederlandse bodem

### Michael Thonet
1. Schommelstoel nr. 1
2. S411

### Hans Wegner
1. Shell-stoel
2. Peacock Zetel, ook genoemd Windsorzetel (modelnr. JH 550)
3. Y-stoel, ook genoemd de vorkbeenstoel (modelnr. CH 24)